# تعطيل الحكومة الفيدرالية الأمريكية 2018-19
في يوم 22 ديسمبر 2018 بدأ تعطيل الحكومة الفيدرالية الأمريكية بعد أن رفض دونالد ترامب الموافقة على اتفاق تمويل قصير الأمد لعدم تضمنه 5.7 مليار دولار قيمة بناء الجدار الفاصل بين الولايات المتحدة والمكسيك. ويعتبر هذا الإغلاق هو الأطول في تاريخ الحكومة الأمريكية حيث استمر 35 يوما متجاوزا بفارق كبير آخر أطول إغلاق للحكومة الفدرالية الذي استمر لـ21 يوم خلال عام 1995 في عهد بيل كلينتون.